# Palais Bissing

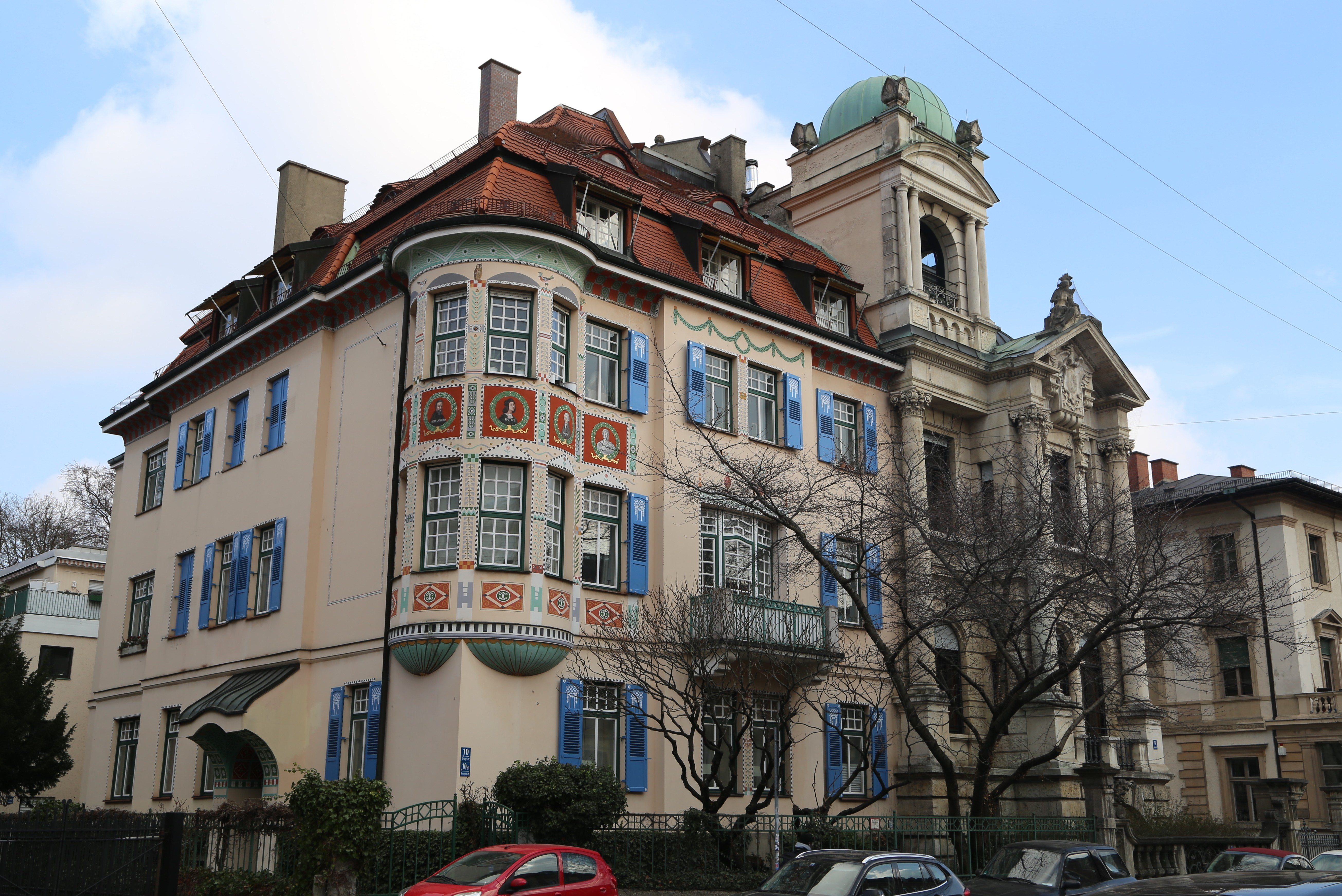
Palais Bissing und Pacelli-Palais

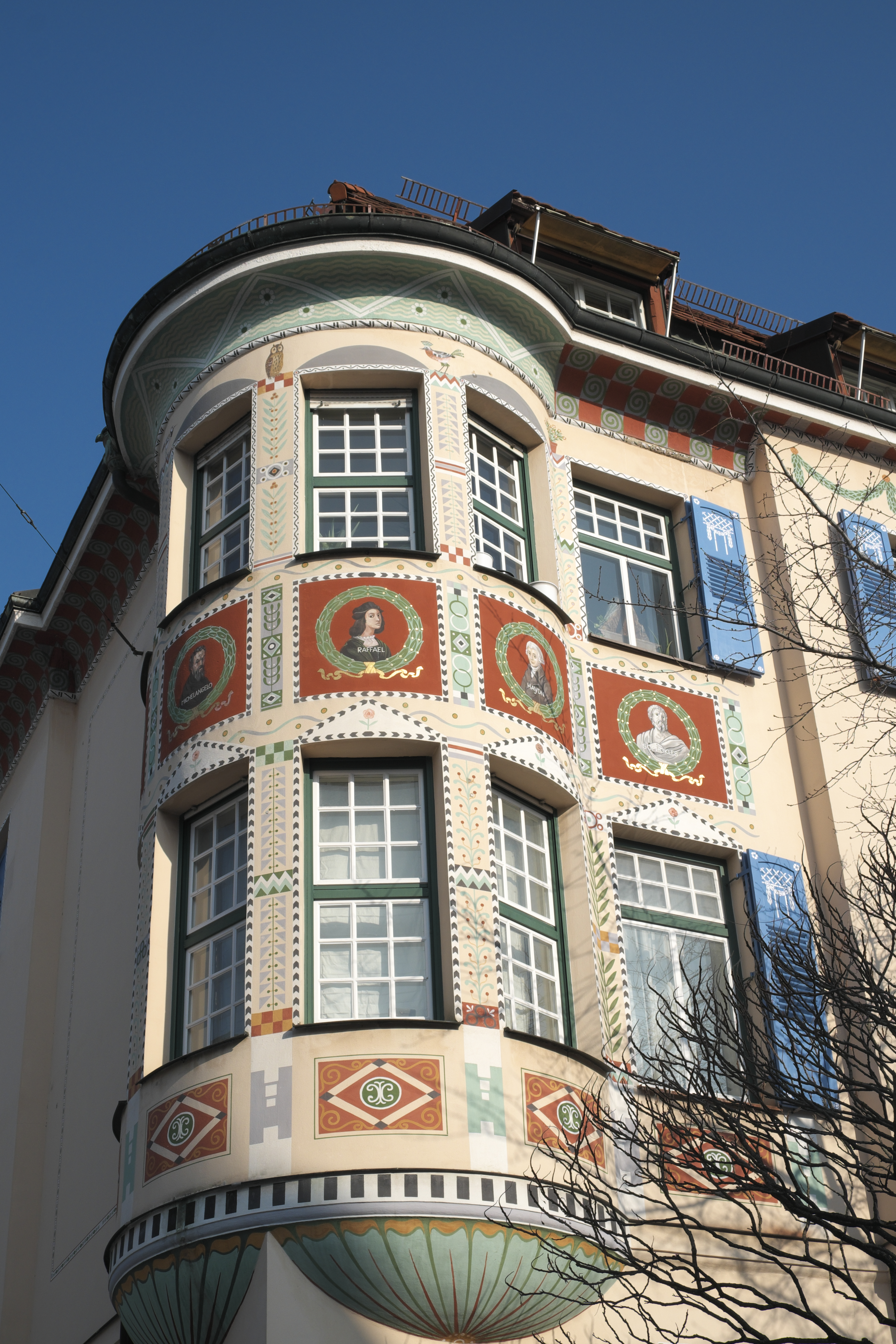
Erker des Palais Bissing

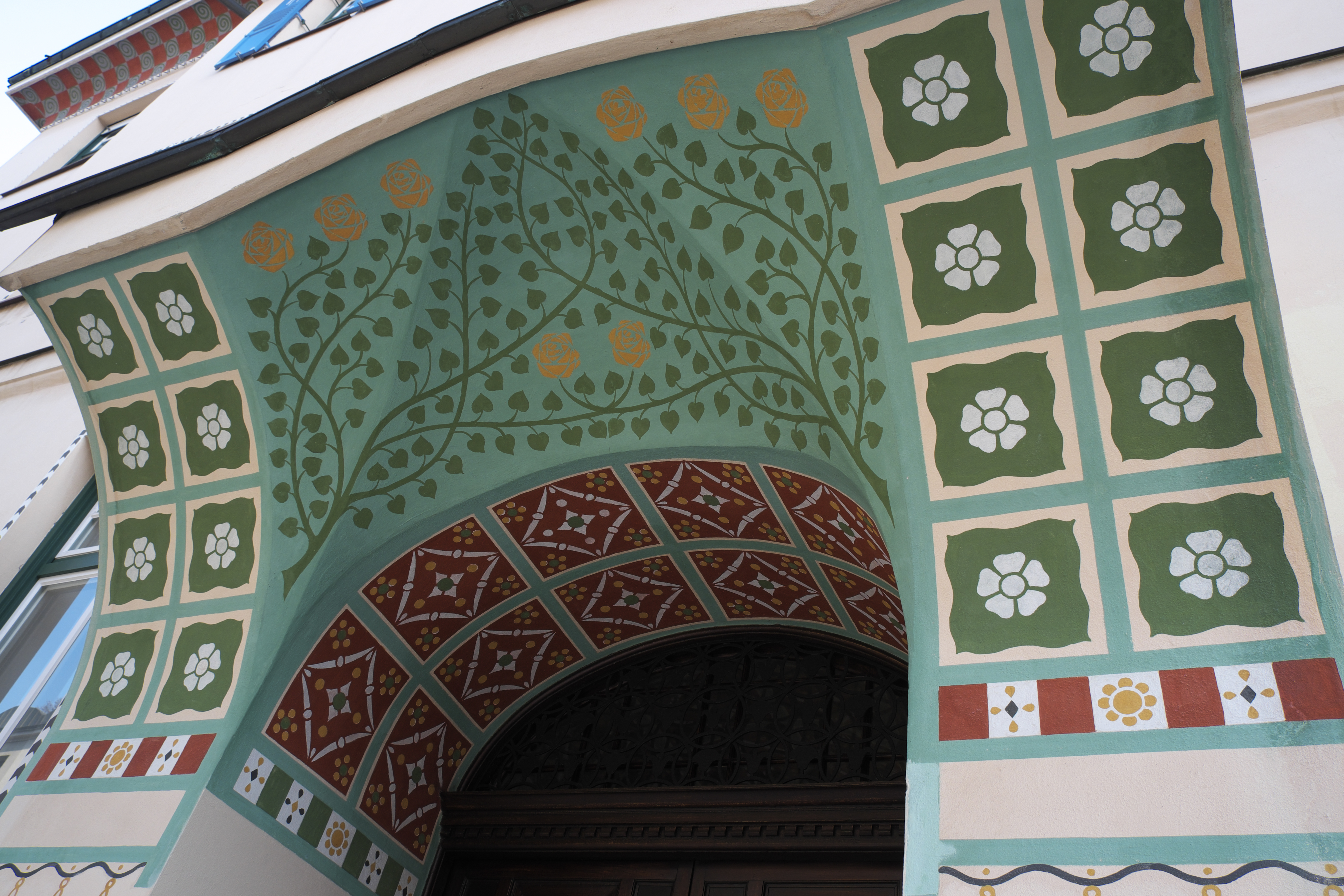
Eingang

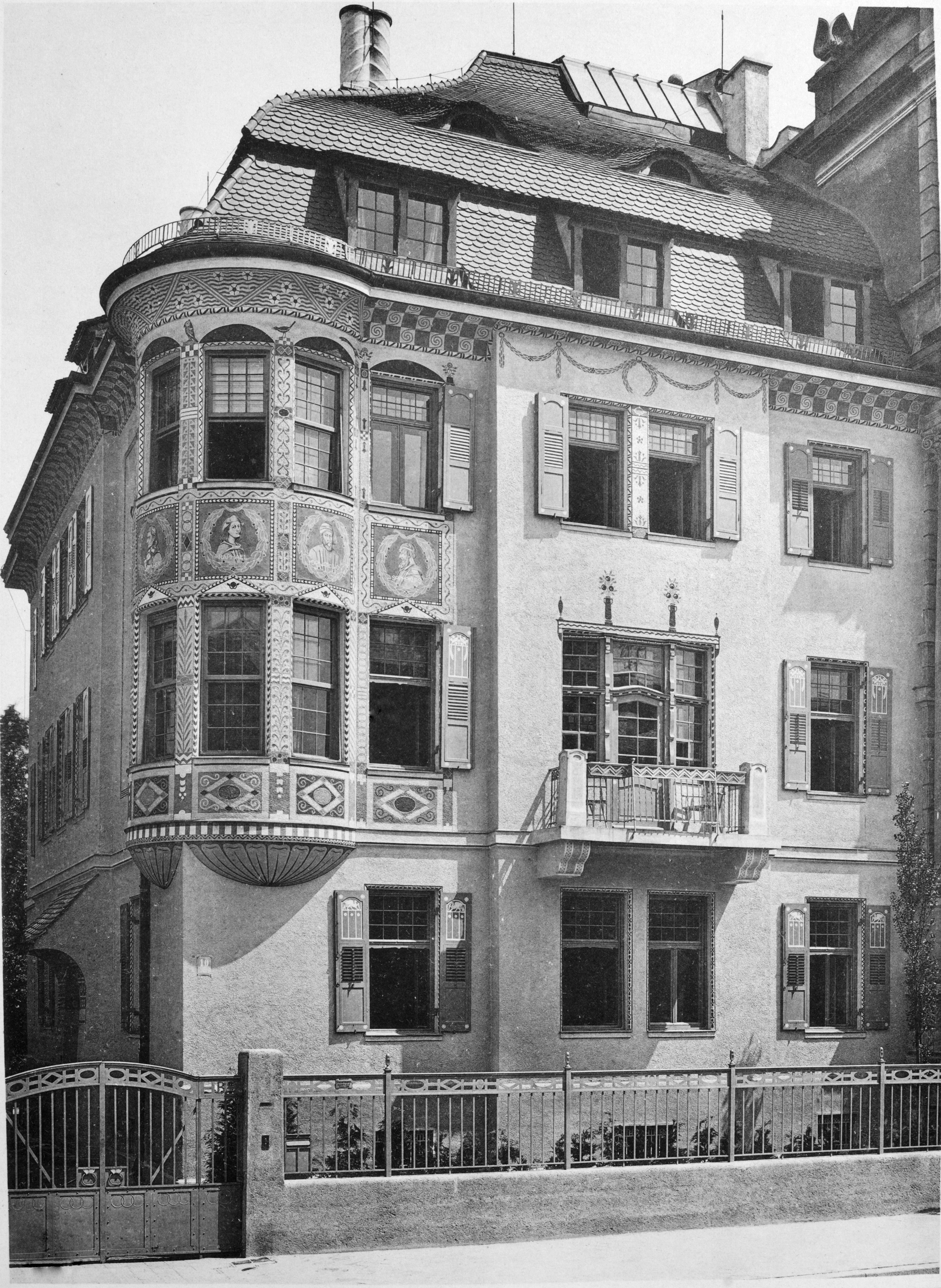
Palais Bissing kurz nach der Vollendung im Jahr 1903. Gut zu sehen die Zeichnungen an der Fassade, die in der Rekonstruktion nicht identisch ausgeführt wurden.

Das Palais Bissing ist ein großbürgerliches Wohnhaus im Münchner Stadtteil Schwabing in der Georgenstraße 10. Es steht unter Denkmalschutz.
Die Villa wurde 1880/81 nach Plänen von Josef Hölzle im Stil der Neorenaissance erbaut und 1902/03 durch Ernst Robert Fiechter für Friedrich Wilhelm von Bissing im Reformstil völlig umgebaut. Sie ist an das gleichzeitig entstandene, 1901 ebenfalls stark veränderte Pacelli-Palais (Georgenstraße 8) in der Art eines Doppelhauses angebaut. Die Villa ist dreigeschossig und hat einen runden Eckerker sowie ein Mansardwalmdach.
Im Jahr 1914 wurde das Palais an die Stadt München verschenkt und im Zweiten Weltkrieg beschädigt. Eine nahezu originalgetreue Restaurierung erfolgte von 1976 bis 1979.